# کورگان ایسیک

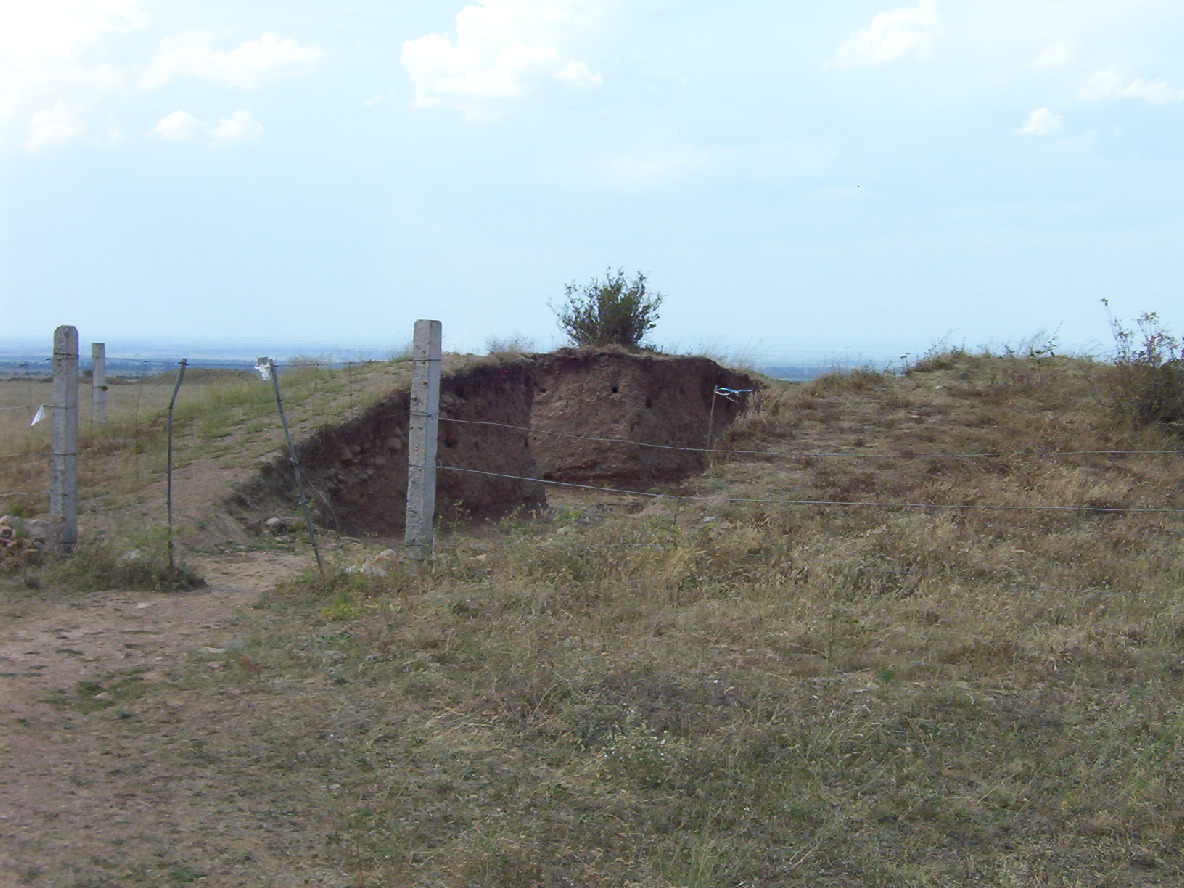
یکی از کورگان‌های ایسیک

کورگان ایسیک در جنوب شرقی قزاقستان در فاصلهٔ کمتر از ۲۰ کیلومتری تالگار و نزدیک ایسیک یک گور تپه است که در سال ۱۹۶۹ م. کشف شده‌است.این تپه، ۶ متر ارتفاع و ۶۰ متر پهنا دارد و متعلق به ۳ تا ۴ قرن پیش از میلاد است. از اشیای کشف شدهٔ قابل توجه می‌توان به یک فنجان نقره‌ای که دارای نقش نبشته‌ای است، اشاره کرد. این یافته‌ها در شهر آستانه در معرض نمایش قرار گرفته‌اند.

## مرد طلایی
این مکان در شرق سکائستان و درست در شمال سغد واقع شده‌است. در گور مزبور، اسکلتی با جنسیت نامعلوم وجود دارد که احتمالاً مربوط به یک شاهزادهٔ سکایی حدوداً ۱۸ ساله بوده؛ شاهزاده‌ای که با القاب مختلفی چون «مرد طلایی» یا «شاهزاده خانم طلایی» شناخته می‌شده‌است. جسد یادشده همراه تجهیزات نظامی و ۴۰۰۰ قطعه زیورآلات از جنس طلا و سایر وسایل گران‌بهای مربوط به آداب و سنن تشییع جنازه، به خاک سپرده شده‌است.
مرد طلایی به‌عنوان یکی از نمادهای قزاقستان امروزی به تصویب رسیده‌است. داستان مرد طلایی، سرمنشاء یادبود روز استقلال در میدان مرکزی آلماآتی است.

## نقش نبشتهٔ ایسیک
نقش نبشتهٔ موجود در این گور به الفبای خروشتی است که احتمالاً از زبان‌های سکایی بوده‌است. متن حک شده در این گور تپه در سال ۱۹۹۹ م. به نام زبان سکایی ختنی شناخته شد و موقتاً اینطور ترجمه شده‌است: این جام، برای می از انگور است، سپس پختنی به آن افزوده گردد؛ به اندازه‌ای که برای انسان [باشد]؛ و بر آن کره‌ای تازه افزوده گردد.